# Akhmedabad (ort i Azerbajdzjan, Tovuz)
Akhmedabad är en ort i Azerbajdzjan.   Den ligger i distriktet Tovuz Rayonu, i den västra delen av landet, 400 kilometer väster om huvudstaden Baku. Akhmedabad ligger 784 meter över havet och antalet invånare är 991.
Terrängen runt Akhmedabad är huvudsakligen kuperad, men söderut är den bergig. Akhmedabad ligger nere i en dal. Närmaste större samhälle är Qovlar, 19,9 kilometer norr om Akhmedabad.
Trakten runt Akhmedabad består till största delen av jordbruksmark. Runt Akhmedabad är det ganska tätbefolkat, med 70 invånare per kvadratkilometer.